# قانون ماكاو الأساسي
قانون ماكاو الأساسي أو القانون الأساسي لمنطقة ماكاو الإدارية الخاصة لجمهورية الصين الشعبية (بالصينية: 中華人民共和國 澳門 特別 行政區 基本法، بالبرتغالية: Lei Básica da Região Administrativa Especial de Macau da República Popular da China) هي الوثيقة الدستورية لماكاو، أتت لتحل محل النظام الأساسي لماكاو. اعتمده المجلس الوطني لنواب الشعب الصيني في 31 مارس 1993 وأصدره الرئيس جيانغ زيمين، ودخل حيز التنفيذ في 20 ديسمبر 1999 بعد نقل السيادة على ماكاو من البرتغال إلى الصين.
وفقًا للمادة 31 من دستور جمهورية الصين الشعبية، تتمتع ماكاو بوضع منطقة إدارية خاصة، والتي توفر ضمانات دستورية لتنفيذ سياسة «دولة واحدة ونظامان» والأساس الدستوري لسن القانون الأساسي لماكاو المنطقة الإدارية الخاصة. تخضع منطقة ماكاو الإدارية الخاصة مباشرة لسلطة الحكومة المركزية الصينية في بكين التي تسيطر على السياسة الخارجية والدفاع في ماكاو ولكنها تمنح المنطقة «درجة عالية من الحكم الذاتي».